# Karl Fjodorovič Levenštern
Baron Karl Fjodorovič Levenštern (rusko Карл Фёдорович Левенштерн), nemški general, * 1771, † 1840.
Bil je eden izmed pomembnejših generalov, ki so se borili med Napoleonovo invazijo na Rusijo; posledično je bil njegov portret dodan v Vojaško galerijo Zimskega dvorca.

## Življenje
Izobrazbo je prejel v Artilerijsko in inženirski vojaški šoli poljskega plemstva in tudi v Pomorskem poljskem plemiškem korpusu. 12. maja 1788 je pričel vojaško službo kot pomorski kadet na fregati Podražislav, s katero se je udeležil pomorskih bitk s Švedi. Leta 1789 je bil premeščen s činom poročnika v Narvanski pehotni polk in se ponovno udeležil bitk s Švedi. Leta 1797 je bil dokončno premeščen k artileriji in februarja 1799 je bil povišan v polkovnika. 
Leta 1804 je postal poveljnik 2. artilerijskega polka in naslednje leto 1. artilerijskega polka. Odlikoval se je v bojih leta 1805, tako da je bil 11. septembra 1806 povišan v generalmajorja. Leta 1808 je postal poveljnik artilerije baltskih pristanišč. 
Ob pričetku velike patriotske vojne je postal poveljnik artilerije 2. zahodne armade; po umiku ruske vojske iz Moskve je postal poveljnik artilerije združenih armad. Decembra 1812 je postal poveljnik artilerijske rezervnih, gardnih in grenadirskih korpusov. 
Zaradi zaslug v bojih leta 1813-14 je bil 1. maja 1818 povišan v generalporočnika in med rusko-turško vojno (1828-29) je vodil artilerijo.
Leta 1831 je postal član Vojaškega sveta.